# کارائوکه

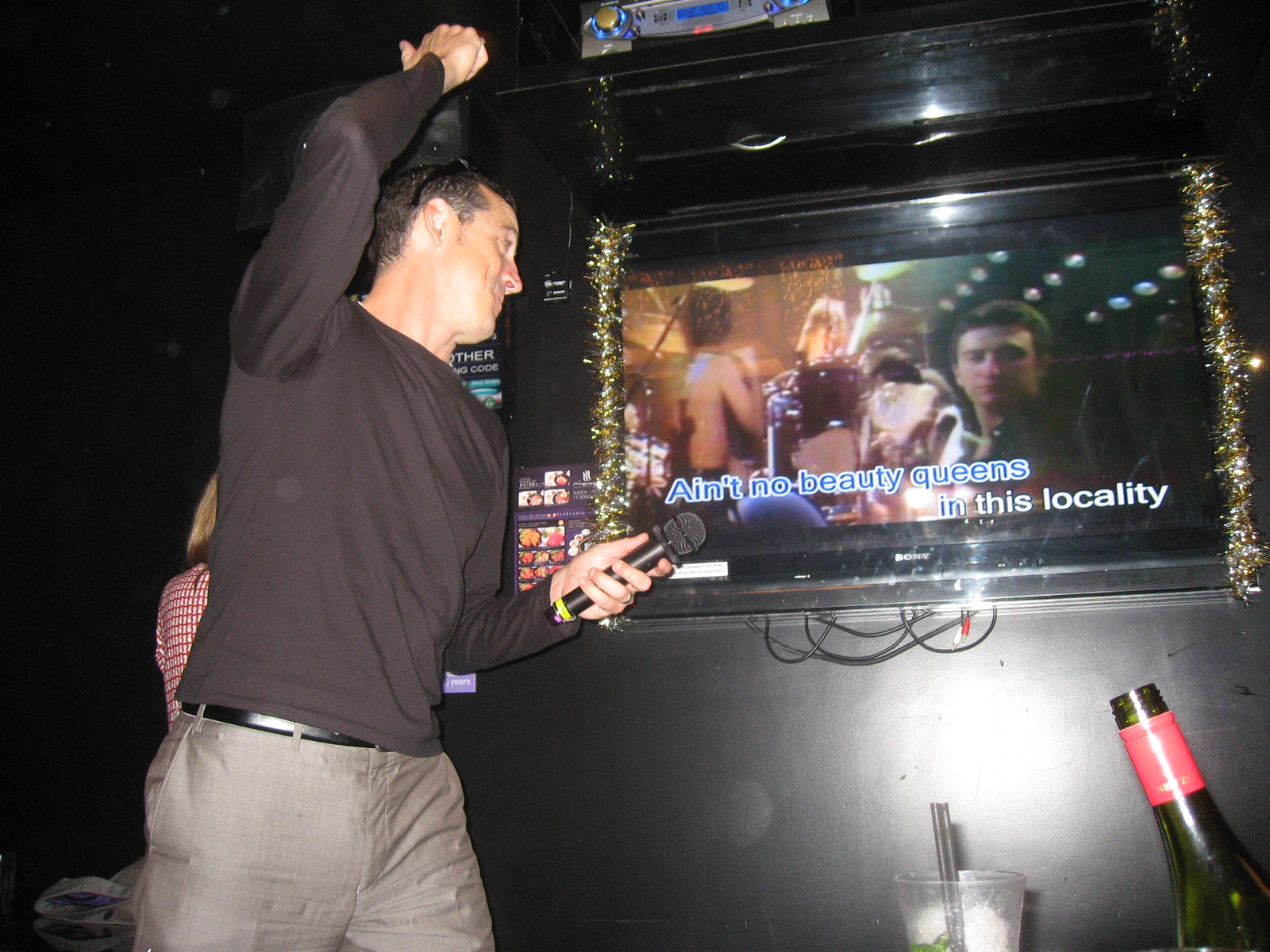
یک کارائوکه یا کارااوکه

کارائوکه یا کارااوکه (به ژاپنی: カラオケ)(به کره‌ای: 노래방) نوعی رسانهٔ تعاملی برای دوستداران آوازخوانی است که از طریق یک صفحه نمایش و یک میکروفون، این امکان را برای افراد مبتدی فراهم می‌کند تا در حین پخش موسیقیِ بی‌کلامِ آوازهای مشهور، متن اشعار آن‌ها را بر صفحه نمایش ببینند و از طریق میکروفون به ضبط صدای خود بپردازند.
دستگاه کارائوکه برای اولین بار در آمریکا اختراع شد و بعدها توسط ژاپنی ها و کره‌ای‌ها تکمیل گردید.

## استاندارد فنی تولید
در تولید موسیقی یا کلیپ با سبک کارائوکه، باند چپ باید موسیقی خام و باند راست میکس دو صدا یا صدای تنهای خواننده باشد.
در تولید برنامهٔ تلویزیونی، باند چپ باید موسیقی خام به همراه افکت‌های صوتی و باند راست نَرِیشن و صدای مجری باشد.

## کارایی دکمهٔ کارائوکه در پخش‌های خانگی
نسل قدیمی ضبط‌صوت‌های خانگی یا های‌فای‌ها مجهز به دکمهٔ کارائوکه بودند که با فشار دادن آن دکمه، صدای باند چپ بر روی دو باند پخش می‌شد و عملاً این دکمه کلاً صدای خواننده را حذف می‌کرد و این امکان فراهم می‌شد تا کاربر با استفاده از یک میکروفن متصل به دستگاه، به جای خواننده، موسیقی را با صدای خودش بازخوانی کند.